# Irländsk terrier
Irländsk terrier är en hundras från Irland. Den är en högbent terrier som framförallt anses härstamma från grevskapet Cork i södra Irland. Ursprungligen var den en gårdshund som även användes till småviltjakt. Den har samma ursprung i en allmän lantrasterrier som kerry blue terrier och irish softcoated wheaten terrier, men blev en etablerad ras långt tidigare än dessa. Redan 1873 i Dublin deltog den på hundutställning första gången, men var då en heterogen samling både vad gäller storlek, färg och teckning. 1879 bildades den första rasklubben som fastställde en rasstandard. Från dess var enbart enfärgat röda godkända. Under första världskriget användes den irländska terriern med framgång som rapporthund. Irländsk terrier behöver trimmas regelbundet.

## Bilder

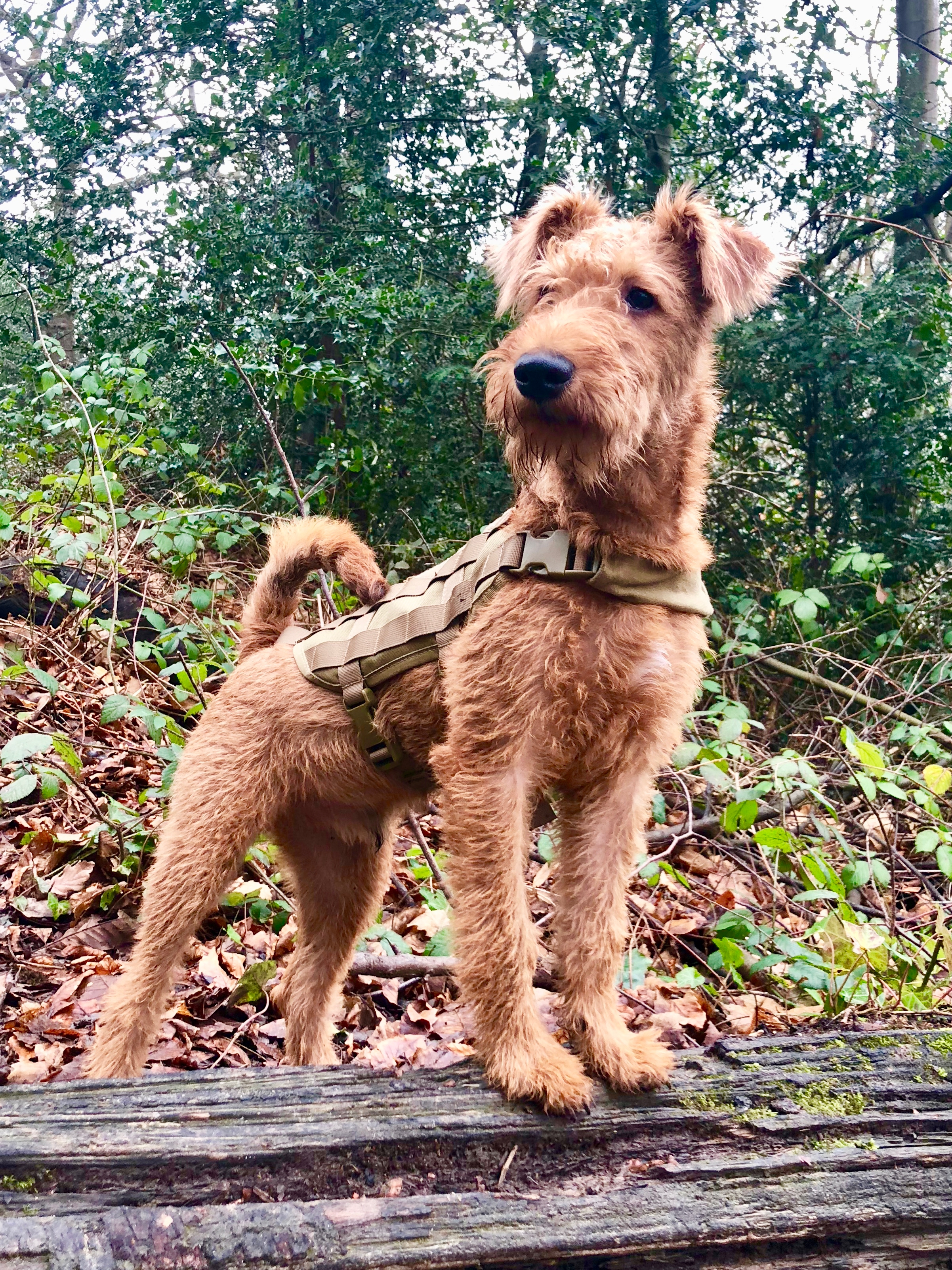
Irländsk terrier.
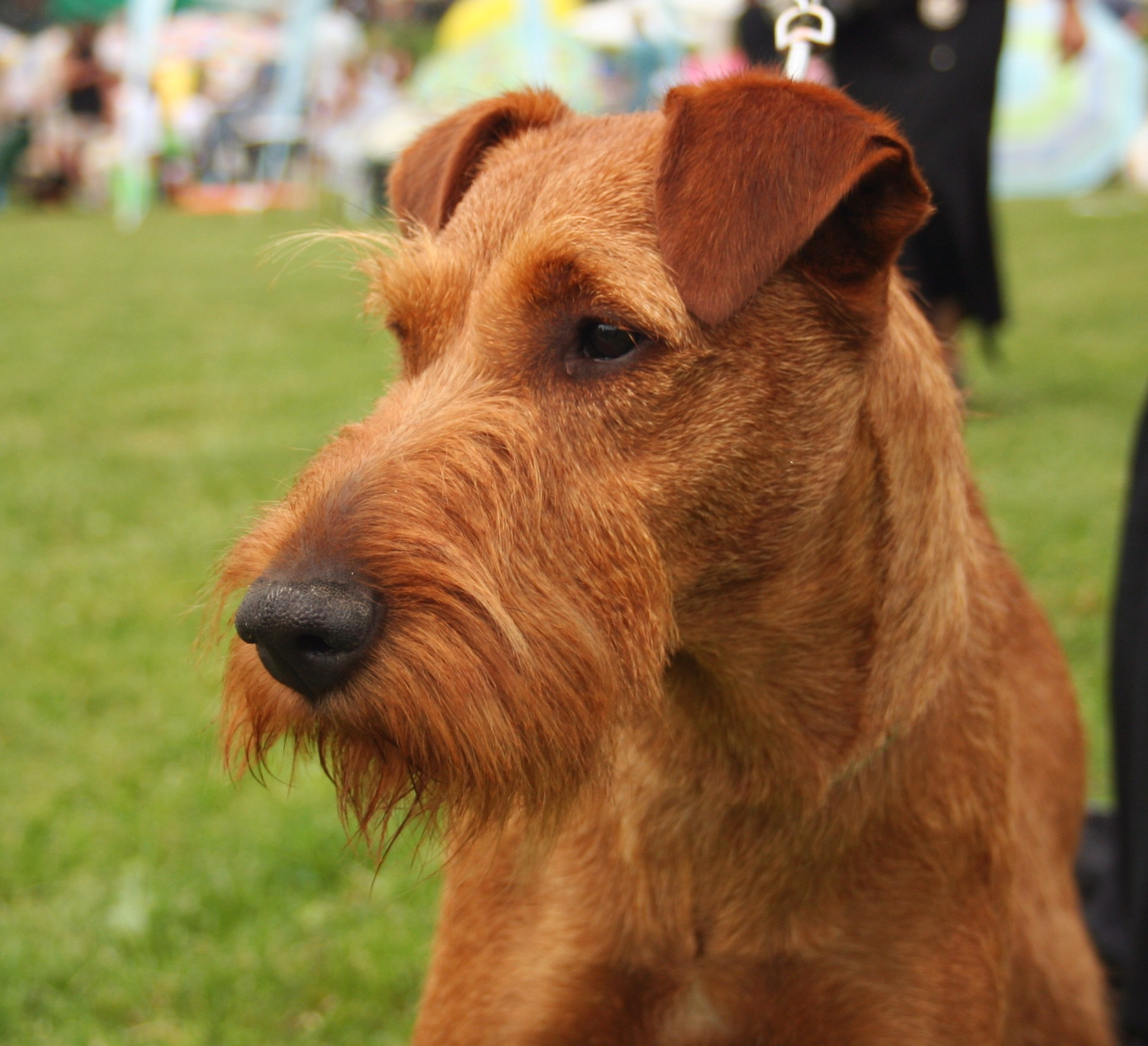
Irländsk terrier.
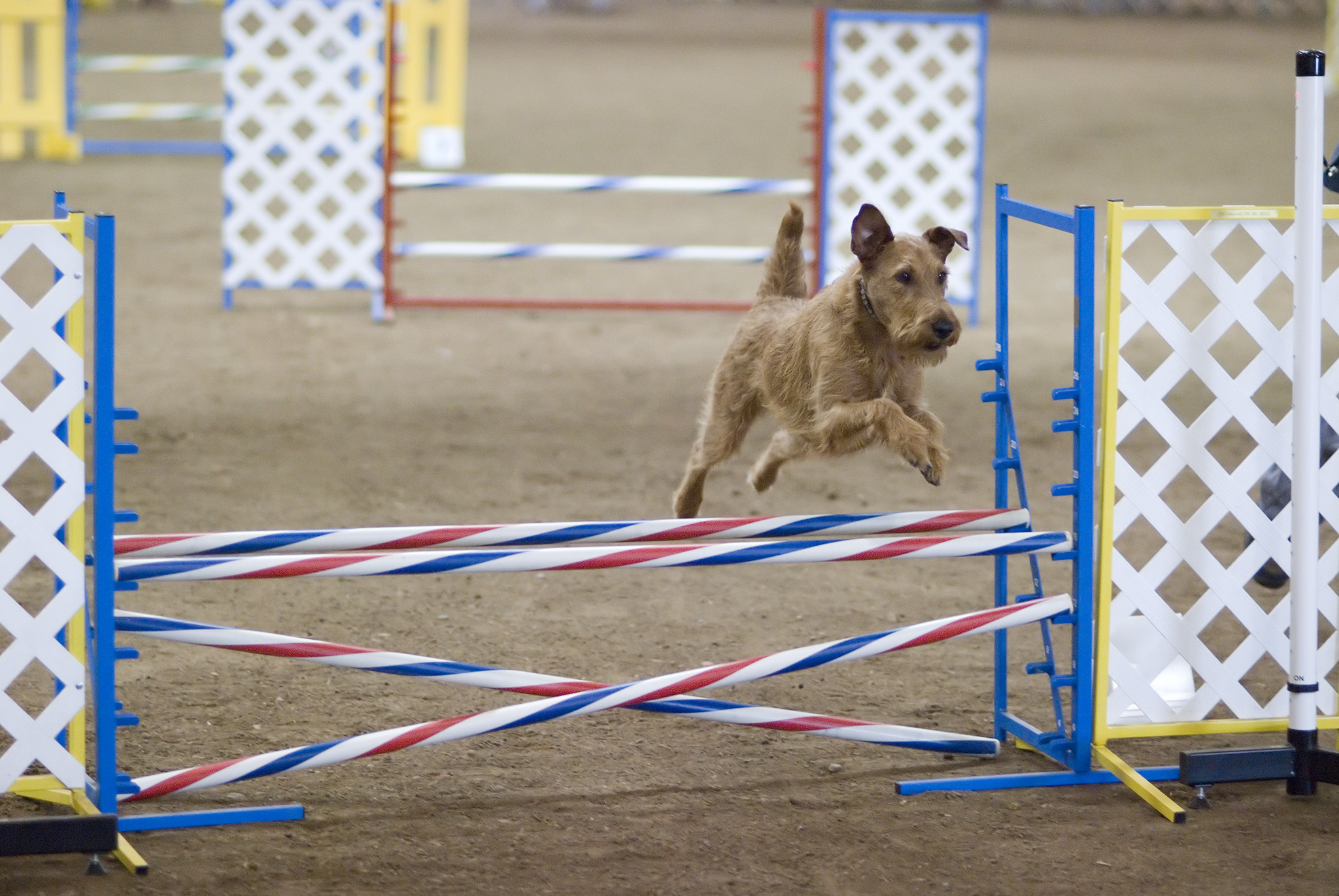
I ett skickligt språng.
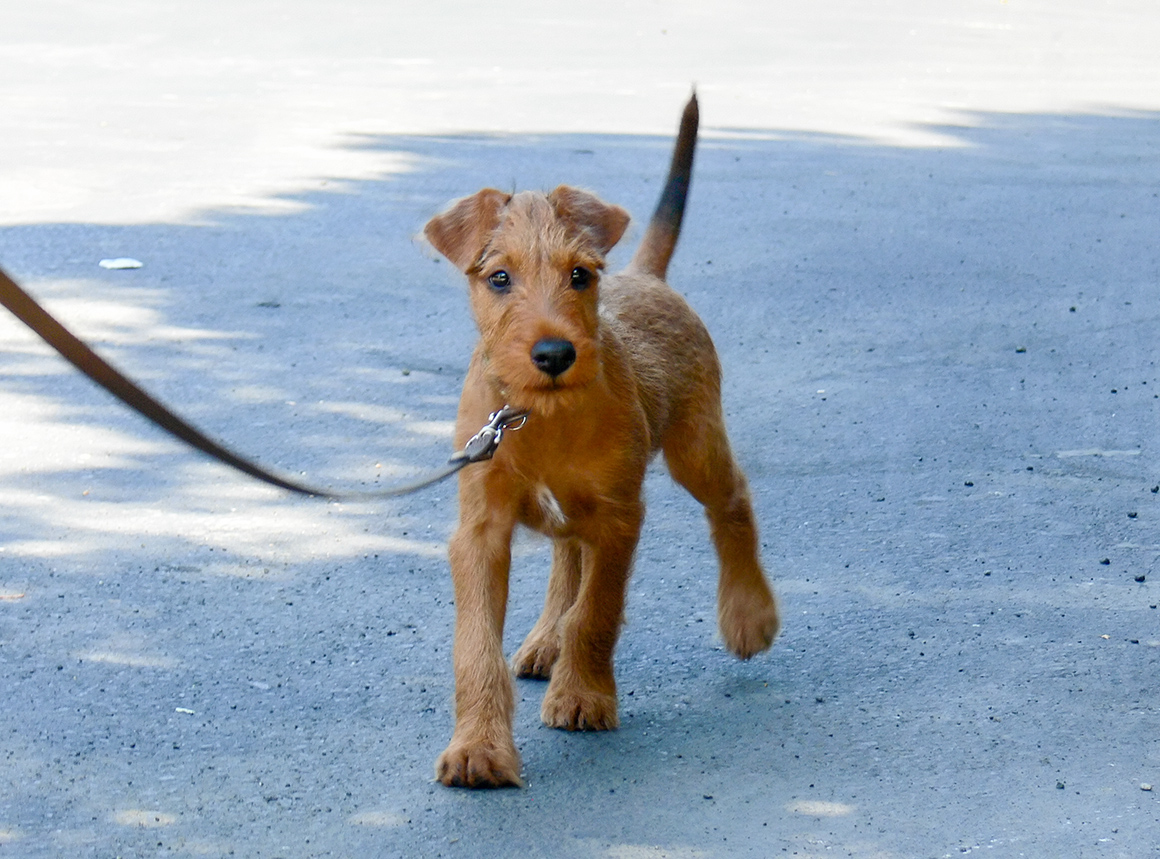
Ung Irländsk terrier.